# Sultartangalón
A Sultartangalón-tó az Izlandi-felföldön található, a Hekla vulkántól északra. A tó egy víztározó Izland leghosszabb folyóján, a Þjórsán. Vízfelszíne 20 négyzetkilométert tesz ki. Mint a sziget többi folyóin létesített víztározók esetében, itt is a környezetvédelmi és a gazdasági szempontok figyelembevételével tervezték meg a víztározót.

## Fordítás
Ez a szócikk részben vagy egészben  a   Sultartangalón című angol Wikipédia-szócikk ezen változatának fordításán alapul.  Az eredeti cikk szerkesztőit annak laptörténete sorolja fel. Ez a jelzés csupán a megfogalmazás eredetét és a szerzői jogokat jelzi, nem szolgál a cikkben szereplő információk forrásmegjelöléseként.